# Compsophorus metallicus
Compsophorus metallicus là một loài tò vò trong họ Ichneumonidae.